# Граньяно-Требб'єнсе
Граньяно-Требб'єнсе, Ґраньяно-Требб'єнсе (італ. Gragnano Trebbiense) — муніципалітет в Італії, у регіоні Емілія-Романья,  провінція П'яченца.
Граньяно-Требб'єнсе розташоване на відстані близько 420 км на північний захід від Рима, 155 км на північний захід від Болоньї, 12 км на захід від П'яченци.
Населення — 4550 осіб (2014).
Щорічний фестиваль відбувається 29 вересня. Покровитель — S. Michele Arcangelo.

## Демографія
Населення за роками:

Станом на 1 січня 2023 року в муніципалітеті офіційно проживало 610 іноземців з 47 країн, серед них 96 громадян країн Євросоюзу та 32 громадяни України.

## Сусідні муніципалітети
- Агаццано
- Боргоново-Валь-Тідоне
- Гаццола
- Госсоленго
- П'яченца
- Роттофрено